# Zimmerwaldská konference

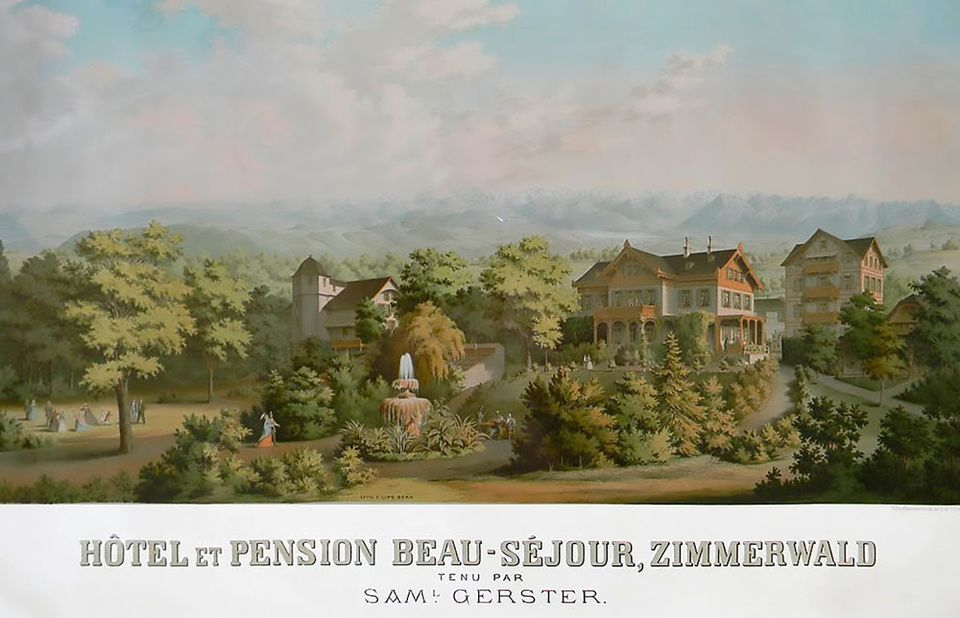
Dějiště konference

Zimmerwaldská konference bylo jednání protiválečně zaměřených socialistických politiků. Uskutečnilo se 5.–8. září 1915 v hotelu Beau Séjour v Zimmerwaldu, ležícím ve Švýcarsku nedaleko Bernu. Setkání zorganizoval švýcarský novinář a pacifista Robert Grimm (1881-1958). Zúčastnilo se ho třicet osm delegátů z deseti zemí, mezi nimiž byli Vladimir Iljič Lenin, Lev Davidovič Trockij, Julij Osipovič Martov, Pavel Axelrod, Georg Ledebour, Karl Moor, Albert Bourderon, Angelica Balabanoff a Giuseppe Emanuele Modigliani. Z konspiračních důvodů se konference vydávala za sjezd ornitologů.
První světová válka vnesla do socialistického hnutí rozkol: někteří podporovali centrální mocnosti a jiní Dohodu, mnozí levicoví aktivisté však válku odmítali a odvolávali se na Marxovu tezi „Dělníci nemají žádnou vlast“. Po vypuknutí války podlehla většina dělníků nacionalistickým náladám a také dělnické strany zpravidla zastávaly názor, že v zájmu vítězství je třeba podporovat válečné úsilí vlády. I v Sociálnědemokratické straně Německa převládla skupina okolo Eduarda Davida, která zvolila loajální Burgfriedenspolitik a hlasovala v parlamentu pro válečné půjčky, zatímco odpůrce války vedl Karl Liebknecht. V září 1914 se v Luganu sešli socialisté z neutrálních zemí a vyzvali válčící státy k jednání o míru.
Zimmerwaldská konference měla stanovit jednotnou taktiku marxistů v podmínkách imperialistické války. Většina delegátů přijala program nazvaný paix blanche: hlavním cílem je rychlé ukončení války a v jeho zájmu je třeba odmítnout veškeré požadavky na anexe a reparace. Naproti tomu Lenin navrhoval, že imperialistickou válku je třeba využít k zahájení dělnické revoluce. Stoupenci této linie se nazývali „zimmerwaldská levice“.
Na konferenci byla založena Mezinárodní socialistická komise, kterou vedl Robert Grimm. Byl také schválen protiválečný Zimmerwaldský manifest, jehož autorem byl Trockij. Odlišné postoje k válce vedly v roce 1916 k zániku Druhé internacionály. Na Zimmerwaldskou konferenci navázala další protiválečná setkání ve švýcarském Kientalu v dubnu 1916 a ve Stockholmu v září 1917. Ve Francii vznikla píseň Le chant de Zimmerwald, oslavující proletářský internacionalismus.